# Gustaf Eneström
Gustaf Hjalmar Eneström, född den 5 september 1852 i Nora, död den 10 juni 1923 i Stockholm, var en svensk matematiker, statistiker och bibliograf.

## Biografi
Eneström blev student vid Uppsala universitet 1870, filosofie kandidat 1871 och extra ordinarie amanuens vid universitetsbiblioteket i Uppsala 1875 samt 1879 extra ordinarie amanuens vid Kungliga biblioteket i Stockholm. Han gjorde sig känd som kritiker av Moritz Cantor. På grund av en utredning som Eneström gjorde (1890) inrättades ”Småskolelärares m. fl:s ålderdomsunderstödsanstalt”.
Från 1901 var han bibliotekarie hos Högsta domstolen och Regeringsrätten. År 1918 blev han filosofie hedersdoktor vid Lunds universitet.
Eneström gifte sig aldrig. Han var ledamot av akademierna i Padua och Madrid samt Schweizerische Naturforschende Gesellschaft. Han var även medlem av en internationell kommission, som hade till uppgift att utarbeta en fullständig och systematisk bibliografi över 1800-talets matematiska litteratur.
Bland annat är han känd för att ha gått igenom och kategoriserat samtliga av Leonhard Eulers verk och givit vart och ett av dem ett nummer från E1 till E866. Dessa så kallade ”Eneströmnummer” används idag av matematikhistoriker för att enkelt kunna identifiera Eulers olika verk.